# European Football League
European Football League (EFL) är en Europaliga i amerikansk fotboll, som styrs av det europeiska förbundet för amerikansk fotboll. Dess finalspel kallas Eurobowl. Lag från lägre rankade länder får spela i EFAF Cup.
Lagen är indelade i fyra divisioner (grupper), bestående av tre eller två lag. I trelagsdivisionerna spelar varje lag två matcher, en hemma och en borta. I tvålagsdivisionerna möts lagen hemma och borta. Divisionernas slutsegrare går vidare till slutspel.
Säsongen 2008 utökas slutspelet från fyra till åtta lag. Finalisterna från 2007 års säsong är direktvalificerade för slutspelet.
Från och med 2014 separeras Eurobowl och EFL, Eurobowl blir finalen för den nystartade ligan Big6 och EFL:s final kommer att kallas EFL-Bowl.